# Tybet w czasach dominacji mongolskiej

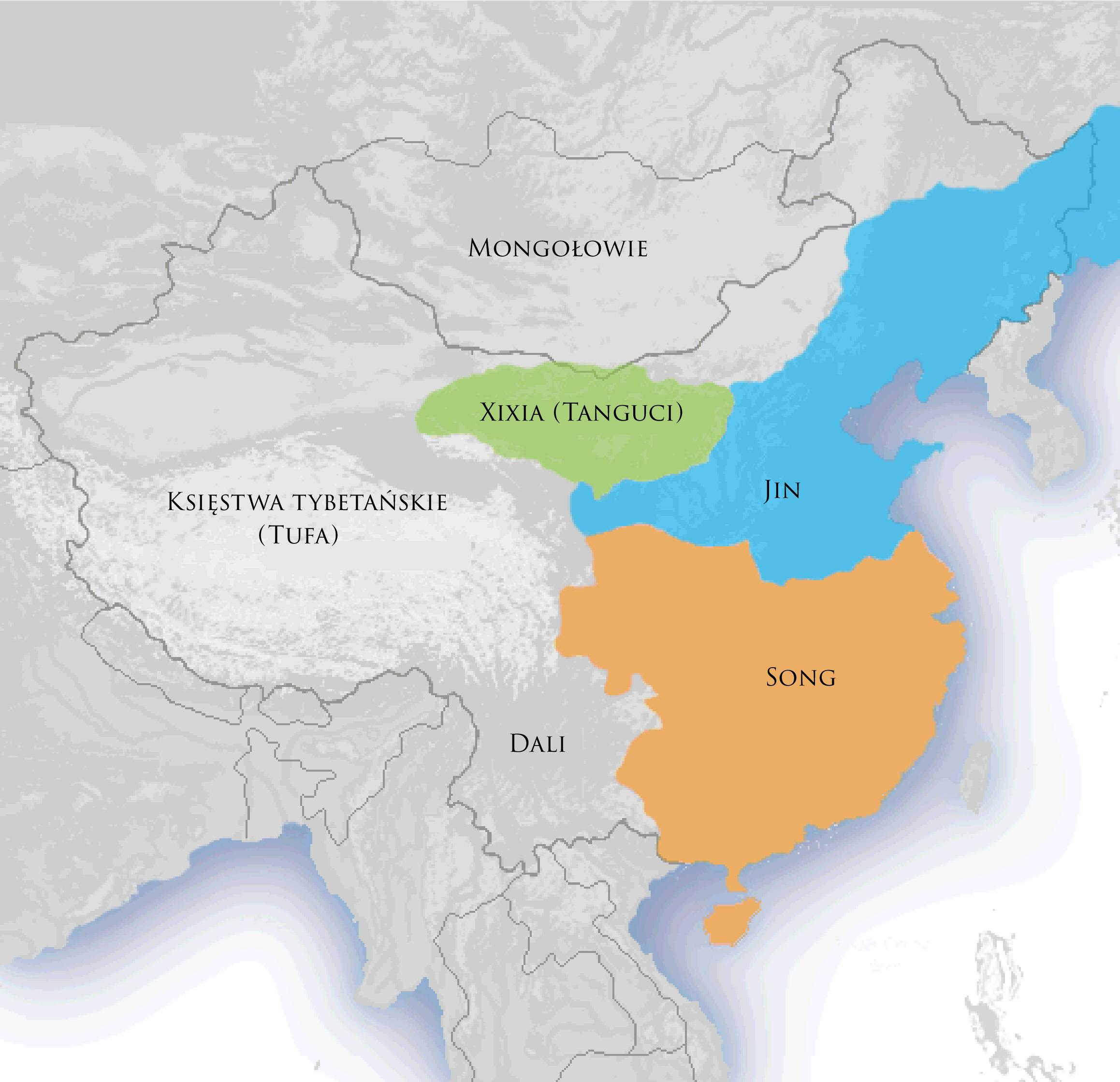
Azja Wschodnia przed podbojem mongolskim ok. 1141

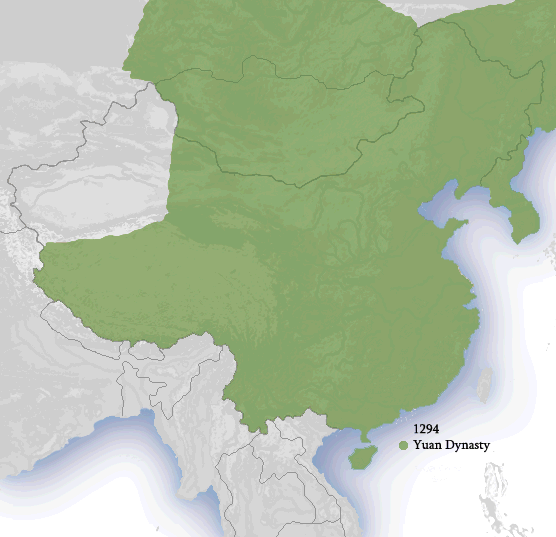
Ziemie zarządzane przez mongolską dynastię Yuan ok. 1294

Tybet w czasach dominacji mongolskiej – ponad stuletni okres w historii średniowiecznego Tybetu, który rozpoczął się wraz z podbojem Wyżyny Tybetańskiej przez wojska mongolskie (1240–1268), a zakończył zrzuceniem obcego jarzma i przejęciem władzy przez przedstawicieli rodzimej dynastii Pagmodru.
Wraz z ustanowieniem rządów mongolskich Tybet stał się częścią imperium, na czele którego od 1279 roku stali władcy z chińsko-mongolskiej dynastii Yuan. Do administrowania podbitym krajem wyznaczeni zostali przedstawiciele buddyjskiej szkoły (linii przekazu) sakja, którzy poprzez religijną relację z nawróconymi na buddyzm władcami mongolskimi, zyskali spory wpływ na bieg wypadków w imperium.
Okres ten był powrotem do jedności (narzuconej w wyniku podboju po IV wiekach rozdrobnienia), którą wzmacniał charakterystyczny dla rządów mongolskich autonomiczny system administrowania. W I poł. XIV wieku, wykorzystując osłabienie chińsko-mongolskiego dworu w Pekinie, na czele Tybetu stanęła ponownie rodzima dynastia, która zrzuciwszy obcą zależność, w sferze symbolicznej odwołała się do tradycji twórców pierwszego państwa.

## Relacje mongolsko-tybetańskie do końca podboju
Mongołowie od czasu zjednoczenia (1206) zaangażowani byli w liczne podboje, począwszy od terenów Węgier w Europie Środkowej, po Koreę i Chiny w Azji Wschodniej. Silny opór ze strony państwa chińskiej dynastii Song (będącego ostatecznym celem ataku), zmusił ich do zwrócenia baczniejszej uwagi na flankujący od zachodu Tybet. Na lata 1240–1251 przypadła pierwsza, mająca charakter rekonesansu, ekspedycja wojskowa, przeprowadzona przez tanguckiego dowódcę w służbie mongolskiej Dor-ta Darkana (1240). Wobec niemających ochoty do walki Tybetańczyków, zastosowano sprawdzoną wcześniej, bezkrwawą metodę wasalizacji, na podstawie której uległym narzucano trybut, ustanawiano gubernatora i wyznaczano zakładników. Jednak ze względu na długotrwałe rozbicie polityczne, poszczególne tybetańskie państewka nie tylko nie były w stanie stawić zorganizowanego oporu, ale również wyznaczyć wspólnego reprezentanta. Mongołowie szybko zdali sobie sprawę, że przekazanie władzy będzie miało raczej charakter symboliczny, dlatego w związku z wysokim statusem buddyjskich nauczycieli, naturalnym wydawało się pozyskanie do tej roli duchownego.
Wybór padł na uczonego i tłumacza z sanskrytu Sakja Panditę (Wylie Sa-skya Paṇḍita), będącego jednocześnie opatem klasztoru i dziedzicznym przywódcą szkoły sakja. Lama, który w wyniku rywalizacji pomiędzy poszczególnymi buddyjskimi tradycjami został w tę niebezpieczną misję najprawdopodobniej „wplątany”, w 1244 otrzymał zaproszenie (będące de facto ultimatum) do obozu odpowiedzialnego za podbój Tybetu księcia Kodena. Udał się tam (1246) wraz z dwoma bratankami, mającymi pełnić role zakładników. W kolejnym roku Sakpa został wyposażony w tymczasowe zwierzchnictwo nad Tybetem i zmuszony przez okoliczności, wezwał rodaków do poddania się oraz zapłacenia okupu.
Proces wasalizacji przerwała śmierć wielkiego lamy (1251), który zmarł w trakcie burzliwych zmian na dworze mongolskim. Dotychczasowego kagana Gujuka (zm. 1248) zastąpił bowiem Mongke, a księcia Kodena (zm. ok. 1253) Kubilaj-chan. Ponieważ działania wojenne Mongołowie skoncentrowali w tym czasie na Korei, Persji oraz tajskim Nanzhao (Królestwo Dali) sprawy Tybetu pozostały w zawieszeniu. Co więcej, kilka lat później sytuację dodatkowo skomplikował kolejny kryzys dynastyczny, spowodowany przedwczesną śmiercią kagana Mongkego (1259). W jego wyniku na kurułtaju roku 1260 kaganem został wybrany Kubilaj i dopiero zakończenie wojny sukcesyjnej (1264), spowodowanej nieuznaniem wyboru przez część pozostałych pretendentów, pozwoliło na ponowne zajęcie się sprawami Wyżyny Tybetańskiej. 
Kubilaj pragnąc ostatecznie rozwiązać problemy górskiego kraju mainował dwóch bratanków zmarłego Sakja Pandity Pagpę (Wylie 'P'ags-pa) i Pjagna Dordże (Wylie P'yag-na-rdo-rje) swoimi reprezentantami w Tybecie. Pierwszy z nich miał na stałe przebywać na dworze nawróconego na buddyzm Kubilaja, będąc de facto jego preceptorem, a drugi, ożeniony z córką zmarłego księcia Kodena, został bezpośrednim administratorem w randze regenta. W 1265, po prawie 20 latach nieobecności, bracia powrócili do rodzimego klasztoru, eskortowani przez duży oddział mongolskich zbrojnych. O stosunku Tybetańczyków do zaistniałej sytuacji może świadczyć fakt, iż w dwa lata później Pjagna Dordże zmarł w podejrzanych okolicznościach w wieku zaledwie 28 lat (lipiec 1267). Jego śmierci towarzyszyło pierwsze zbrojne wystąpienie przeciwko rządom szkoły sakja, łączone przez badaczy z niechętną im tradycją drikung kagju. Reakcja Kubilaj-chana była szybka i bezwzględna, a datowana na 1267/68 karna ekspedycja kończyła według badaczy okres ustanawiania rządów mongolskich w Tybecie.

## Administracja do końca podboju
Organizacja mongolskiej administracji rozpoczęła się od listu Sakja Pandity do współziomków (1247). Tybetańczycy, którzy pragnęli uniknąć zbrojnego podboju, bez problemu zaakceptowali władzę wielkiego chana. Administrowanie poszczególnymi ziemiami miało pozostać w rękach dotychczasowych panów, ograniczone jednak regularnymi konsultacjami z mongolskimi przedstawicielami (gser yig pa). Za zbieranie trybutu i podatków odpowiedzialni mieli być sakjapowie. Zapowiedziano także cenzus.
W nowej sytuacji wyposażony w tymczasowe zwierzchnictwo Sakjapa stał się de facto panem feudalnym, zajmującym w stworzonej hierarchii pozycję pośrednią, pomiędzy suzerenem, jakim był reprezentujący kagana książę Koden, a miejscowymi władykami. Była to zwyczajna praktyka, stosowana przez Mongołów wszędzie tam, gdzie uznawali oni, iż ich bezpośrednie rządy nad krajem nie są bezwzględnie konieczne. W system ten bardzo dobrze wpisywał się też fakt, iż władza nad zgromadzeniem sakja podlegała dziedziczeniu (w przeciwieństwie do pozostałych tybetańskich szkół/linii przekazu).
Wraz z nastaniem nowego kagana (Mongke) układ pomiędzy Skaja Panditą a księciem Kodenem uznano za prywatny i nie obligujący nowego władcy. Stare ustalenia zastąpił nowy system nadawanych przez kagana apanaży, które miały być formą osobistej „opieki” przedstawicieli mongolskiej arystokracji nad poszczególnymi buddyjskimi klanami (i szkołami). Sam kagan stał się patronem drikung kagju, Koden pozostawał wierny szkole sakja (która traciła czasowo swą wyjątkową pozycję), tsalpę zawierzono Kubilajowi, a pagmodru chanowi Hulegu (w źródłach doliczyć się można w sumie aż jedenastu apanaży). Protektorom przyznano daleko idące prerogatywy natury administracyjnej i wojskowej.

### Patron i jego kapłan
W wyniku kolejnych wewnątrzmongolskich zmian, książę Koden został pozbawiony pieczy nad sprawami tybetańskimi, a jego miejsce zajął Kubilaj (ok. 1253). Ponieważ Sakja Pandita nie żył od 1251, nowy zwierzchnik Tybetu zaprosił do siebie, pierwszego świadomie reinkarnującego lamę, II Karmapę Karma Paksziego. Zgodnie z legendą nawrócił on Kubilaja na buddyzm, odmówił jednak gdy ten zaproponował mu miejsce u swojego boku. Nie mając innego wyboru nowo nawrócony chan uczynił nowego przywódcę tradycji sakja, nieletniego Pagpę (od 1244 mongolskiego zakładnika) swoim nadwornym lamą. Ta religijna relacja, zwana yon mchod, a w anglojęzycznych pracach tybetologicznych patron - priest (patron i jego kapłan) miała w przyszłości silnie zaważyć na dziejach Tybetu. Był to bowiem osobisty związek patrona, który w zamian za duchowe wsparcie, zapewniał wojskową ochronę swojemu lamie i reprezentowanej przez niego szkole. Pagpa, pomimo młodego wieku okazał się właściwą osobą na właściwym miejscu, szybko otrzymał również swój pierwszy tytuł guoshi, co w wolnym tłumaczeniu oznacza „urzędowego nauczyciela”.

## W czasach dynastii Yuan

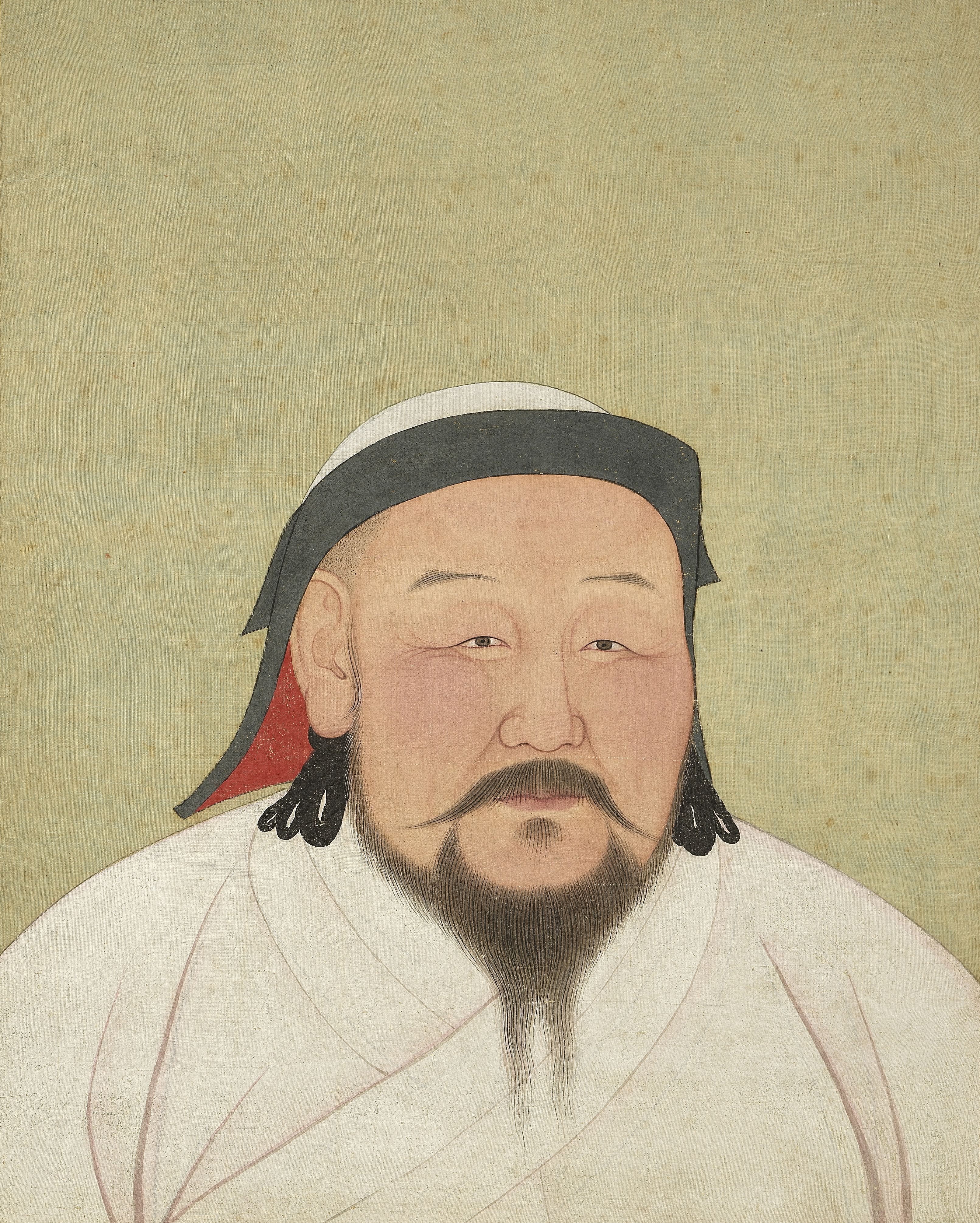
Kubilaj-chan

Podobnie jak w przypadku pozostałych prowincji zwanych „zewnętrznymi” wraz z zakończeniem podboju w Tybecie przeprowadzono cenzus (1268). Na jego podstawie rejon Ü-Cangu podzielono na trzynaście miriarchii (okręgów dziesięciotysięcznych), ustalono trybut, wyznaczono milicję oraz zorganizowano, będącą oczkiem w głowie władców mongolskich, służbę pocztową.
W wyniku przedwczesnej śmierci Pjagna Dordże, na stanowisko zarządcy mianowano wieloletniego, ustanowionego jeszcze przez Sakja Panditę, administratora szkoły sakja Szakja Bzanpo (Wylie Śākya-bzaṅ-po). To najprawdopodobniej dla niego stworzono tytuł dpoczen (Wylie dpon c'en, wielki przywódca) po czym powierzono mu cywilny zarząd nad krajem. Nowy zarządca rozpoczął wielką rozbudowę klasztoru Sakja, której osią była fundacja Wielkiej Świątyni (Wylie Lha-khang chen-mo), będącej de facto fortecą w stylu mongolskim. Pagpę faktycznego zwierzchnika Tybetu obowiązki zatrzymywały na dworze chana (stworzył m.in. wzorowane na tybetańskim mongolskie pismo zwane „kwadratowym”).
Sytuacja wewnętrzna Tybetu wbrew pozorom uległa w tym czasie znacznej komplikacji. System apanaży, wprowadzony przez kagana Mongke, prowadził bowiem do bezpośrednich związków (patron i jego kapłan) mongolskich książąt z poszczególnymi buddyjskimi szkołami (i klanami). Przerażenie jakie początkowo wzbudzali Mongołowie ustąpiło, kiedy szkoły zaczęły dostrzegać korzyści we współpracy. Relacje te skutkowały związkami wiecznie zwalczających się szkół z równie skłóconymi przedstawicielami mongolskiej generalicji. Linie podziału jakie ujawniły się w czasie kurułtaju roku 1260 zaczęły dzielić również Tybet. Pierwsza odsłona narastającego konfliktu miała miejsce w 1267, a wystąpienia niechętnej sakjapom tradycji drikung kagju trwały aż do 1290.

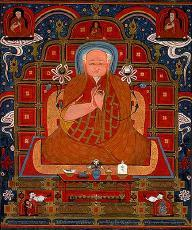
Pagpa lama

W 1279 Mongołowie zakończyli podbój Chin, a rok później Kubilaj założył nową, chińsko-mongolską dynastię Yuan. Sytuację w Tybecie dodatkowo skomplikowała śmierć Pagpy. Ponieważ zajściu towarzyszyło wiele niejasności, podejrzenie padło na kolejnego po Szakja Bzanpo, z nieznanych powodów wcześniej zdjętego z funkcji, zarządcę (dpoczena) Kunga Bzanpo (Wylie Kundga' bzang-po). Reakcja Mongołów była stanowcza i już w 1281 oddział zbrojnych w liczbie siedmiu tys., wzmocniony milicją z Amdo, wkroczył do Tybetu. Byłego administratora pomimo zapewnień o niewinności, stracono, a Pagpę na dworze mongolskim zastąpił syn Pjagna Dordże Dharmapālarakṣitą (zm. 1287).
W roku 1285 wybuchła kolejna rebelia drikung kagju, która doprowadziła do zniszczenia jednego z klasztorów i śmierci opata. W dwa lata później sytuacja zaogniła się do tego stopnia, iż można ją spokojnie nazwać wojna domową. Do walki po stronie rebeliantów włączyli się niechętni dynastii Yuan, dowodzeni przez Kajdu-chana Mongołowie Zachodni, wobec czego siły wierne szkole sakja, pod wodzą nowego dpoczena Aglena (Wylie Ag-Ien rDo-rje-dpal) wsparte zostały wojskami cesarskimi. Połączone armie pokonały rebeliantów i ich sojuszników w 1288, a w 1290 zburzono główny klasztor linii drikung, zgodnie z przekazem zabijając 10 tys. osób. Dominacja koalicji Yuan-sakja pozostała niepodważona.
Kubilaj-chan zmarł 18 lutego 1294, a dla Tybetu rozpoczął się okres stopniowego zaniku zainteresowania jego sprawami ze strony dworu pekińskiego. System dziedzicznej sukcesji oraz zbyt wielu pretendentów zaczął także dezintegrować rządząca szkołę sakja. W tej sytuacji na pierwszy plan wysunęła się postać ambitnego miriarchy okręgu Nedong Jangczub Gjalcena (Wylie Byang-chub rGyal-mtshan). Wobec zaistniałych okoliczności zdołał on sobie podporządkować niemal wszystkie trzynaście miriarchii (zajmując nawet główną siedzibę sakjapów), a następca Kubilaj-chana zajęty problemami wewnętrznymi został zmuszony do zatwierdzenia status quo. Po roku 1368 Tybetańczycy bez rozgłosu zrzucili pozostałe oznaki mongolskiej dominacji, wykorzystując ostateczne wyparcie Mongołów z Chin. Nowa dynastia zaczęła skrzętnie usuwać wszelkie ślady obcego panowania, w sferze symbolicznej chętnie odwołując się do czasów okresu imperialnego. Najważniejszej z pozostałości, ponownej jedności, nikt jednak nie negował.

## Administracja w czasach dynastii Yuan

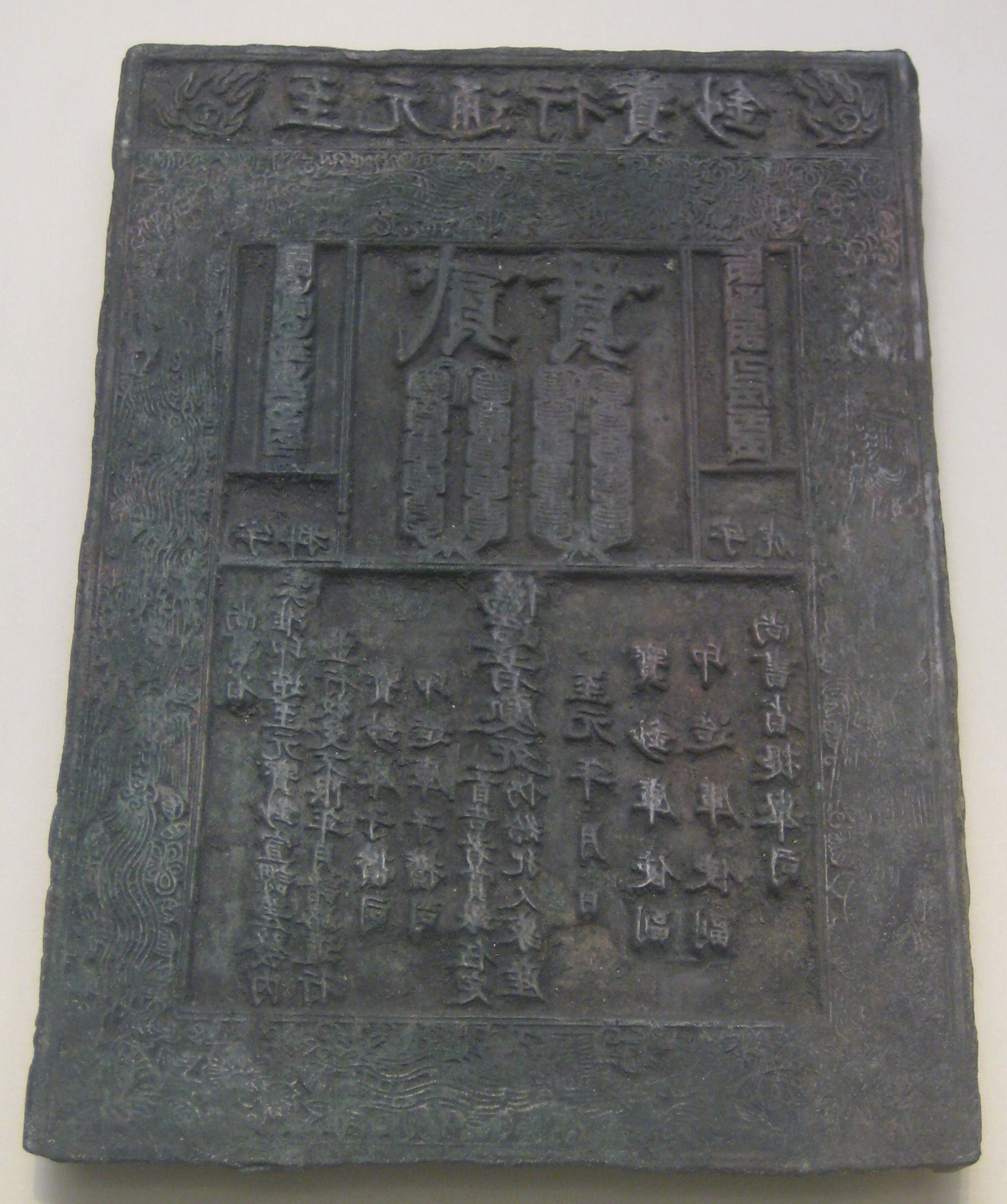
Brązowa matryca chińskiego banknotu z czasów dynastii Yuan z inskrypcją wykonaną pismem kwadratowym

### Struktury centralne
Początkowo na dworze mongolskim nie przewidziano miejsca dla jednostki odpowiedzialnej wyłącznie za sprawy Tybetu. Kagan zajmował się nimi doraźnie wspomagany radą Pagpy oraz na bieżąco wyposażany w informacje dostarczane przez dowódców okręgów nadgranicznych. Ponieważ guoshi odpowiedzialny był nie tylko za sprawy tybetańskie, ale również za nadzorowanie całego buddyjskiego kleru imperium, w momencie jego dłuższej nieobecności (np. podróż Pagpy do Tybetu w 1265), ujawniała się potrzeba powołania do życia wspierającego go w obowiązkach urzędu. Jednostkę nazwano zongzhi yuan i zorganizowano ją wokół pełnomocnictw posiadanych przez guoshi.
W 1269 lub w początkach 1270 Pagpie nadano tytuł dishi (cesarski nauczyciel) oddając mu jednocześnie zwierzchność nad trzynastoma miriarchiami Tybetu. Pomimo iż awans motywowano opracowaniem przez niego nowego pisma, wydaje się jednak, że nagrodę przyznano mu raczej za skuteczne utrwalanie mongolskiej administracji. Dishi był urzędem dworu cesarskiego, który do końca rządów dynastii Yuan, sprawowało łącznie dziewięć osób, zawsze duchownych linii sakja. Pomimo związanych z nim licznych zaszczytów, dishi miał niewielkie możliwości działania wbrew interesowi mongolskiemu.
Po śmierci Pagpy (1280) w zarządzaniu sprawami Tybetu nastąpiły duże zmiany. Przywrócono urząd, znany jeszcze z czasów panowania dynastii Tang, odpowiedzialny za buddyjskie datki i rytuały dworu cesarskiego. Jednostkę tę przez kilka kolejnych lat stopniowo ewoluującą, w 1288 nazwano xuanzheng yuan, co przetłumaczyć można jako Departament do spraw buddyjskich i Tybetu. Była to jedna z pięciu najwyższych instytucji imperium uzupełniająca dotychczasową strukturę nadzoru. 

### Urzędy cesarskie w Centralnym Tybecie
W 1260 nastąpił demontaż systemu apanaży oraz związane z tym odwołanie urzędowych przedstawicieli poszczególnych książąt (yul bsruṅs, protektorów, z wyjątkiem protektora linii pagmodru, reprezentującego interesy chana Hulegu). W wyniku poczynionych zmian Tybet nie stał się jednak regularną prowincją, ale wyposażono go w instytucje charakterystyczne dla tzw. prowincji granicznych. Cały obszar tybetańskojęzyczny podzielono na trzy regiony (čölge) Tufan, czyli dzisiejsze Amdo, Xifan (Kham) oraz Wusizang (Ü-Tsang), przy czym zwierzchnictwo Pagpy ograniczało się jedynie do ostatniego z wymienionych, podzielonego na trzy okręgi (lu) Ü, Cang oraz Nari (Wylie mNa'ris).
Rząd Tybetu ustanowił Urząd d.s. Pacyfikacji (xuanwei [shi] si), który miał najprawdopodobniej pośredniczyć w procesie decyzyjnym pomiędzy prowincją a Departamentem d.s. buddyjskich i Tybetu. Zakres jego kompetencji obejmował również nadzór nad lokalną administracją, w tym jej zarządcą w osobie dpoczena. Kadra urzędnicza składała się z pięciu komisarzy, dwóch asystentów, szefa policji oraz innych pomniejszych oficjeli. Wszyscy opłacani byli pieniędzmi papierowymi, których liczne pozostałości odnaleziono w nowo wybudowanej Lhakan Czenmo, służącej najpewniej za główną siedzibę cesarskich urzędników. Większość z nich stanowili Mongołowie i Tybetańczycy, źródła nie wspominają o Chińczykach.
Dpoczena, będącego zazwyczaj osobą świecką, wyznaczał cesarz za pomocą Departamentu d.s. buddyjskich i Tybetu. Czyniło go to urzędnikiem cesarskim, odpowiedzialnym za autonomiczną tybetańską administrację, działającą pod kontrolą miejscowego Urzędu d.s. Pacyfikacji.

### Cenzus
Cenzus, trybut, milicja i służba pocztowa stanowiły cztery filary mongolskiej dominacji. Wraz ze stłumieniem pierwszego wystąpienia mnichów drikung kagju (1268) przystąpiono do przeprowadzenia cenzusu, który miał pozwolić na oszacowanie stanu ludnościowego prowincji. Nad jego przeprowadzeniem czuwał pierwszy dpoczen, dawny zarządca klasztoru sakja Szakja Bzanpo, którego doświadczenie administracyjne, zdolności organizacyjne, a przede wszystkim znajomość miejscowych realiów okazały się dla tego celu nieodzowne. Cenzus (Wylie dud graṅs rtsis pa) przeprowadziły dwie grupy tybetańskich urzędników, z których pierwsza działała na terenie pokrywającym się z dzisiejszym regionem Ü (Wylie dBus), a druga Cang (Wylie gTsaṅ).
W całym mongolskim imperium, podstawową jednostką dla celów spisowych było domostwo (hor dud, mongolski dym), na które składała się sześcioosobowa rodzina (wliczano również służbę), mieszkająca w domu wspartym na przynajmniej pięciu filarach, obrabiająca pas ziemi wystarczający do wysiewu dwunastu buszli zboża i posiadająca trzy woły pociągowe, dwie kozy i cztery owce. Spis obejmował więc tylko warstwy ludności od średniego chłopstwa wzwyż, pomijając tak ważny element tybetańskiego społeczeństwa jak koczowniczy pasterze.
Cenzus pozwalał na stworzenie systemu administracyjnego, który tworzyła struktura oparta na „mongolskim dymie”. Pięćdziesiąt domostw tworzyło jednostkę zwaną rta mgo (koński łeb), dwa rta mgo formował z kolei brgya skor (setkę), a dziesięć „setek” stoṅ skor (jednostkę tysięczną). Na dziesięć jednostek tysięcznych składała się w miriarchia (okręg dziesięciotysięczny), których w Centralnym Tybecie wyznaczono trzynaście.
Zachowany do naszych czasów rejestr w formie papierowego zwoju sporządzonego przez samego Szakję Bzanpo informuje, że w wyniku spisu doliczono się około 37 tys. domostw (hor dud), co odpowiada ok. 222 tys. osób. Liczba ta wskazuje jednak tylko tych Tybetańczyków, którzy należeli do rodzin poddanych spisowi i nie powinna być brana pod uwagę przy szacowaniu całej populacji.

### Miriarchie, podatki, milicja i służba pocztowa
Miriarchie były najwyższym okręgiem stworzonym na bazie mongolskiego dymu, a na jej czele stał podległy dpoczenowi miriarcha. W Centralnym Tybecie wyznaczono trzynaście takich jednostek, do których zaliczano: 
- w okręgu (lu) Cang i Nari: Guge (Wylie Gu-ge), Purang (Pu-raṅ), Mangjul Gungtang (Maṅ-yul Guṅ-t'aṅ), Latod (La-stod), Cumi (C'u-mig) oraz Żalu (Ža-lu)
- w okręgu (lu) Ű: Pagmodru (P'ag-mo-gru), Calpa ('Ts'al-pa), Gjama (rGya-ma), Jajul (Bya-yul), Drikung (Bri-guṅ), Jabzang (g.Ya' -bzaṅs)
- w strefie pomiędzy Ű i Cang: Jabrog (Ya-'brog)[22]

Mongolski cenzus stanowił bazę dla ustalenia powinności fiskalnych. Głównymi zobowiązaniami, jakich Mongołowie oczekiwali od Tybetańczyków były trybut, milicja oraz siła robocza. Podatek stanowił najprawdopodobniej płaconą w naturze dziesięcinę. W przekazach źródłowych znane są tylko dwie sytuacje w których zwołano milicję: 1290 czyli walki z drikung kagju oraz 1347 próba powstrzymania postępów Jangczub Gjalcena. Milicja pozostawała do dyspozycji dpoczena, a za utrzymanie poszczególnych kontyngentów odpowiadały poszczególne miriarchie.
Służba pocztowa była systemem nerwowym imperium mongolskiego. W Tybecie pierwsze stacje powstały w czasach kagana Mongke, w regionach Amdo i Kham (1253–1257). W Centralnym Tybecie służbę pocztową wprowadzono w 1269, a cały szlak pomiędzy granicą z Chinami a klasztorem Sakja liczył 27 odcinków, za utrzymanie których odpowiedzialne były również miriarchie. System pocztowy zapoczątkowany przez Mongołów przetrwał w Tybecie do 1959 roku.